# Kruikenburg (castillo)

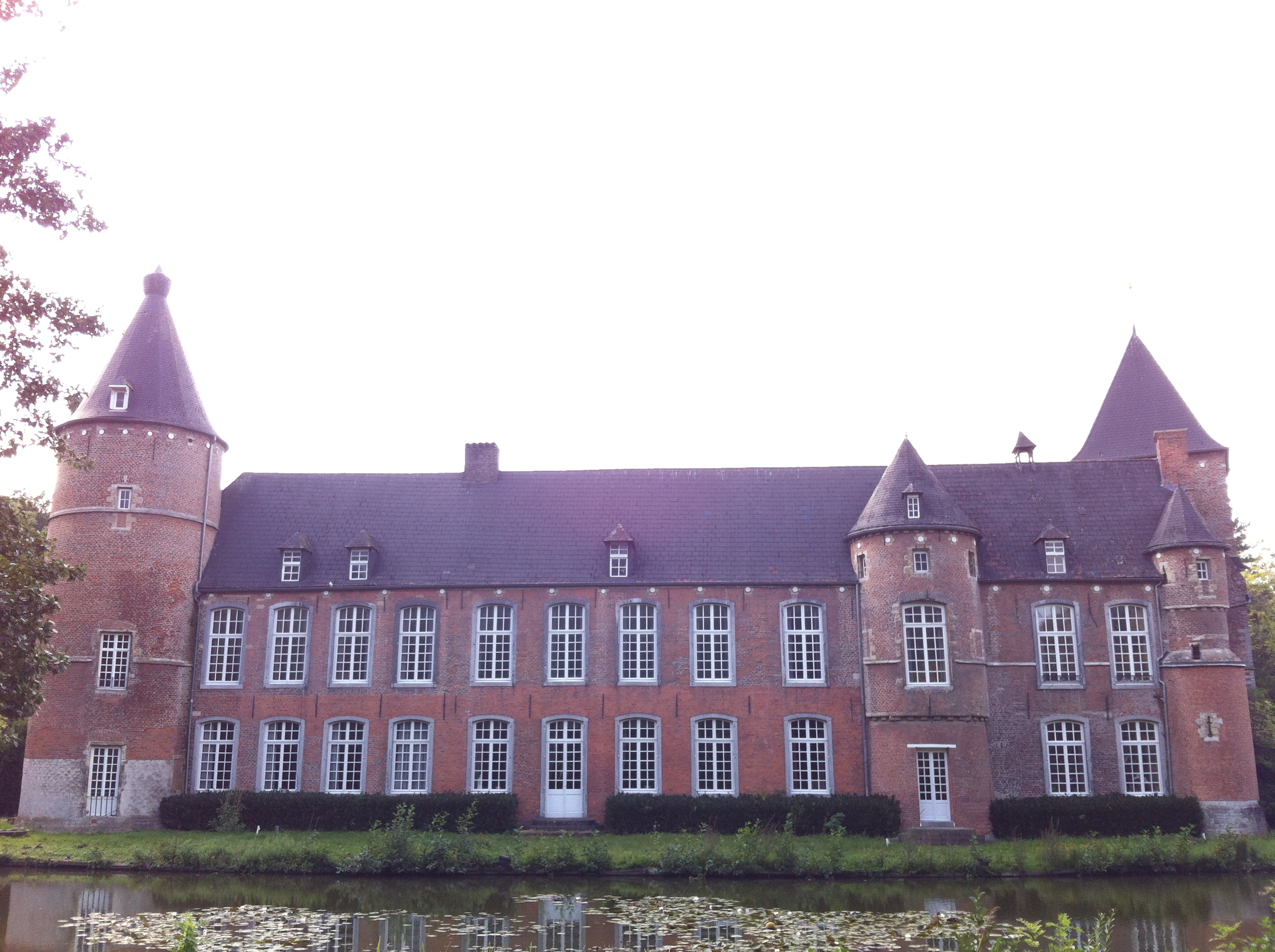
Castillo de Kruikenburg

El castillo de Kruikenburg es un edificio histórico de la villa de Ternat, Brabante (Bélgica). Fue la sede de los señores de Kruikenburg (o Cruyckenbourgh o Cruykenburg), que incluía las poblaciones de Ternat, Sint-Katarina-Lombeek y Wambeek. De origen medieval, el castillo fue ampliamente remodelado entre los siglos XVI y XVIII, hasta adquirir su aspecto actual. En 1662 el título señorial de Kruikenburg fue elevado a la categoría de condado. En el siglo XX el castillo se ha convertido en casa de los Hermanos de La Salle.

## Personajes
- Everard t'Serclaes (c.1320–1388), señor de Kruikenburg.

## Enlaces
- Anexo:Castillos de Bélgica

- Datos: Q2421259
- Multimedia: Kasteel Kruikenburg, Ternat / Q2421259